# John Strachan (officier de la Royal Navy)
Pour les articles homonymes, voir Strachan.
Ne doit pas être confondu avec John Strachan.
John Strachan, mort le 28 décembre 1777, est un officier de la Royal Navy. Il est également baronnet, cinquième du nom et chef du clan Strachan (en). En tant que militaire de la Royal Navy, il atteint le rang de captain, commandant un grand nombre de vaisseaux. Il est l’oncle de Richard Strachan, un autre officier remarquable de la Navy.

## Biographie

### Les jeunes années
John Strachan est le fils aîné de Patrick Strachan, docteur en médecine, employé par l’hôpital Greenwich de Londres (en) et de la fille d’un captain de la Royal Navy. On connait peu de chose de son enfance, mais il semble s’être engagé dans la Navy en 1727. Il faut attendre 20 ans avant qu’il atteigne le rang de lieutenant en janvier 1747.

### La guerre de Sept Ans (1756 - 1763)
En 1755, Strachan est nommé second lieutenant à bord du HMS St George portant 98 canons, le navire amiral d‘Edward Hawke. L’année suivante, il accompagne Hawke à Gibraltar, à bord du HMS Antelope (en), pour assurer la relève de John Byng.
À son arrivée, il est affecté sur le HMS Fortune — un sloop portant 18 canons — comme commandant, puis le 9 septembre 1747 à bord du HMS Experiment, un trois-mâts de sixième rang portant 20 canons.
À bord de ce vaisseau, il s'empare du corsaire français Télémaque, portant 20 canons, au large d'Alicante le 19 juillet 1757. Au cours de l'engagement, 110 Français sont tués et 156 blessés ; de leur côté, les Britanniques déplorent 41 morts.
Strachan détache William Locker sur le Télémaque pour en prendre possession. La prise est ramenée à Gibraltar. En mars 1758 Strachan et Locker sont affectés sur le Sapphire. À son bord, ils retournent en Angleterre.
Strachan joint en 1759 la Grand Fleet d'Edward Hawke. Aux commandes du Sapphire, il est assigné à l'escadre légère de Robert Duff et prend part à la bataille des Cardinaux, le 20 novembre 1759. Il demeure le commandant du Sapphire jusqu'en 1762.

### La fin de carrière
En 1770, Strachan est nommé commandant du Orford dans l'escadre qui accompagne le vice admiral Robert Harland (en) en Asie du Sud-Est. La maladie le force à rentrer en Angleterre deux ans plus tard et à se retirer du service actif.
Marié avec Elizabeth, fille de Robert Lovelace, de Battersea, il n’a pas de descendance. Il meurt à Bath le 28 décembre 1777. À sa mort, le titre de baronnet passe à son neveu, Richard Strachan.